# Golpe de Estado no Burundi em julho de 1966
Em 8 de julho de 1966, um golpe de Estado ocorreu no Reino de Burundi. O segundo na história pós-independência do Burundi, esse golpe derrubou o governo leal ao rei (mwami) do Burundi, Rei Mwambutsa IV, que havia partido para o exílio em outubro de 1965 após o fracasso de um golpe de Estado anterior.
A primeira tentativa de golpe foi conduzida por membros do grupo étnico hutu e foi provocada por tensões étnicas crescentes entre os hutus e a classe dominante tutsi do Burundi. O golpe de julho de 1966 foi uma contra-reação tutsi extrema ao que consideravam como tendências moderadas perigosas de Mwambutsa na tentativa de equilibrar as exigências dos hutus e dos tutsis no governo.
Em março de 1966, pouco depois de ir para o exílio, Mwambutsa delegou seus poderes reais a seu filho, o príncipe Charles Ndizeye. Em 8 de julho de 1966, as forças leais a Ndizeye derrubaram o governo pró-Mwambutsa de Léopold Biha e estabeleceram Ndizeye como mwami. Em setembro, Ndizeye foi formalmente coroado, tendo o título real de Ntare V. Ntare prometeu ao Burundi uma liderança forte, medidas anticorrupção e uma nova constituição. Em 11 de julho, Ntare promoveu Michel Micombero, um oficial do exército tutsi que havia desempenhado um papel importante no golpe, para o cargo de primeiro-ministro.  Menos de cinco meses depois, Micombero liderou um terceiro golpe de Estado em 28 de novembro que derrubou Ntare depois de apenas seis meses no trono. Micombero aboliu a monarquia do Burundi e declarou a nação uma República. Isto permitiu que Micombero estabelecesse uma ditadura militar unipartidária que duraria até sua própria derrubada em 1976. 
Ntare V fugiu para o exílio, porém retornou ao país de Uganda em 1972, momento em que foi assassinado em circunstâncias que ainda não foram totalmente explicadas.